# 愛してるよ、カズ”君はママの宝物でした 〜小児ガン・命の記録〜
"愛してるよ、カズ" 君はママの宝物でした〜小児ガン・命の記録〜は2007年3月5日に「テレメンタリー」（ANN（テレビ朝日系列）で放送され、2008年3月4日にテレビ朝日系列の19:00 - 19:54（JST）で放送された特別番組である。長崎文化放送の制作。

## 概要
1999年3月、長崎県に暮らす光武夫妻の長男として誕生した上総（かずさ）、通称「カズ」。カズは2歳の頃から横紋筋肉腫という病と闘っていた。長期にわたる治療、入院に耐え、希望を持って病に立ち向かっていたが、再発を繰り返し、ついに「MDS」（骨髄異形成症候群）を併発してしまう。そして小学校1年生の2006年1月、6歳にして「余命2カ月」の宣告を受ける。
光武夫妻は葛藤の末、延命治療ではなく「残された時間で楽しいことを全てさせる」ことを決意し、
残された時間を輝く思い出で彩っていった。
小学校2年生の2006年12月、家族全員に看取られ、カズは7歳でこの世を去った。
告別式の夜、新たな命が誕生した。カズが待ち望み、熱望した新しい命であった。名前はカズが「花香（はなこ）」とつけた。
限りある生の輝き、旅立ち、新たな命の誕生を追ったドキュメンタリー。
テレメンタリー放送後、大反響を呼び、テレビ朝日系列の「ものづくりネットワーク大賞」を受賞。そして今回新たな取材を加え、2008年3月4日には特別番組で放送された。
このようなドキュメンタリーがゴールデン枠の特番で放送されるのは極めて異例。
母親・綾（りょう）が執筆した手記と番組DVDのセットが2008年4月に発売されている（番組内容は2007年に放送したローカル55分版）。